# Goldene Ära der spanischen Softwareindustrie
Die goldene Ära der spanischen Softwareindustrie (spanisch Edad de oro del software español) dauerte von 1983 bis 1992 und machte Spanien zum zweitgrößten Softwareherstellerland Europas für Unterhaltungssoftware auf der 8-Bit-Architektur hinter dem Vereinigten Königreich. Das Ende dieser Ära ging mit dem Verschwinden der 8-Bit-Architektur einher, die durch die Computer mit 16-Bit-Architektur abgelöst wurde. Sie brachte einige Softwarehersteller wie Dinamic Software, Topo Soft, Opera Soft, Made in Spain und Zigurat hervor. Der Name Edad de oro del soft español wurde von Fachzeitschriften in dieser Zeit geprägt und wird bis heute verwendet.

## Geschichte

### Aufstieg (1983–1985)
1983 kamen die ersten Heimcomputer nach Spanien. Es handelte sich um 8-Bit-Maschinen. Der ZX Spectrum und der Amstrad CPC, baugleich mit dem Schneider CPC in Deutschland, gehörten zu den meistverkauften Heimcomputern in Spanien, gefolgt vom MSX, dem C64 und anderen. Es handelte sich um einfache Maschinen mit geringen Ressourcen, die leicht zu handhaben waren, weshalb viele junge Programmierer damit zu experimentieren begannen.
Die goldene Ära der spanischen Software begann mit der Vermarktung des Videospiels Bugaboo von Indescomp, das zum ersten massenhaft aus Spanien exportierten Videospiel wurde. Kurz darauf folgte das Spiel Fred (Roland in the Caves) von denselben Programmierern, diesmal von Made in Spain, das ein weiterer Exportschlager wurde, woraufhin die Eigentümer von Made in Spain beschlossen, den Softwarevertrieb Zigurat zu gründen und neben ihrer eigenen Software auch Software von unabhängigen Firmen zu vertreiben. Made in Spain wurde zur Produktionsgesellschaft von Zigurat. Jahre später wurden Made in Spain und Zigurat wieder zu einem Unternehmen verschmolzen.
In der Zwischenzeit machte Dinamic Software seine ersten Schritte mit dem Text-Adventure Yength auf dem ZX Spectrum. Der spanische Softwarevertrieb Erbe Software wurde aktiv und blieb es für mehr als ein Jahrzehnt. Anfangs versuchte Erbe Software, selbst Spiele zu entwickeln, gab dies aber bald wieder auf.

### Höhepunkt (1985–1989)
Mit der Gründung der Zeitschriften Micromanía und Microhobby im Jahr 1985 nahm die Popularität der Videospiele zu, und die übrigen führenden Unternehmen der damaligen Zeit begannen ihre Tätigkeit: Opera Soft 1986; Topo Soft erschien 1987 mit Livingstone, I presume, gefolgt von Spirits. Danach arbeiteten die Programmierer von Erbe Software an Las tres luces de Glaurung, das auch unter dem Namen Conquestador vertrieben wurde.
Die neu gegründete Firma Zigurat hatte ihren Erfolge mit Sir Fred und El misterio del Nilo, dem inoffiziellen Spiel zum Film Auf der Jagd nach dem Juwel vom Nil, bei dem es Probleme gab, da einer der Charaktere Michael Douglas zu sehr ähnelte und die Programmierer infolgedessen diese Figur in Exportversionen zwangsweise abändern mussten.
Der erste nennenswerte Erfolg von Dinamic war die Johny Jones Trilogy und umfasste Saimazoom, Babaliba, und Abu Simbel Profanation. Danach folgte die Trilogie Moves, welche Army Moves, Navy Moves und das deutlich später veröffentlichte Arctic Moves umfasste.
Es folgten Spiele, die sich an berühmten Sportlern anlehnten. Zuerst stellte Dinamic mit Basket Master Fernando Martín dar. Daraufhin folgten andere Firmen dem Konzept und stellten Ángel Nieto, Carlos Sainz, Poli Díaz, Emilio Butragueño und weitere Sportler in ihren Spielen dar.
Unterdessen veröffentlichte Opera Soft die Spiele Goody, Sol Negro, Cosa Nostra und La Abadía del Crimen, welches auf Umberto Ecos Der Name der Rose basierte. Als letzte der großen Firmen veröffentlichte Topo Soft Spiele wie Mad Mix Game und Survivor.
Das Textadventure Don Quijote von Dinamic Software wurde so erfolgreich, dass sich eine darauf spezialisierte Abteilung des Unternehmens als Aventuras AD unabhängig ausgründete. Von diesen wurden eine Reihe an Spielen wie El Jabato veröffentlicht.

### Abstieg (1989–1992)
Ende der 1980er Jahre kamen die 16-Bit-Maschinen, mit dem Commodore Amiga, der Atari-ST-Reihe, der IBM PC auf den Markt, gefolgt von Heimkonsolen wie dem Nintendo Entertainment System und der Sega Mega Drive. Die spanischen Unternehmen gaben sich keine große Mühe, sich damit zu beschäftigen und stiegen nie ernsthaft auf 16-Bit-Maschinen um. Sie verharrten auf dem absteigenden Marktsegment der 8-Bit-Rechner, der bereits in ganz Europa ausgestorben war und nur in Spanien noch Stärken aufwies, die im Wesentlichen vom dominierenden Großhändler Erbe Software aufrechterhalten wurde, der versuchte der Softwarepiraterie Herr zu werden, indem er jedes Spiel für einen Verkaufspreis von 875 Peseten (= 5,26 €) anbot.
In diesem Moment bekamen die spanischen Computerspielhersteller ernsthafte finanzielle Probleme. Einer nach dem anderen brachte sein letztes Spiel heraus. Die einstigen Gründer von Topo Soft verließen das Unternehmen im Jahr 1989 um Animagic zu gründen. Dort entstand Mortadelo y Filemon II (Clever & Smart II). Der Start in schlechten Zeiten sorgte für ein baldiges Ende der Firma.
Topo Soft veröffentlichte Lorna, Journey to the Center of the Earth und nicht zuletzt Gremlins 2 und erreichte damit als erster spanischer Computerspielhersteller, die exklusiven Markenrechte eines Hollywoodfilms für ganz Europa. Im Bewusstsein über die Bedeutung der 16-Bit-Technik wurde 1991 versucht, auf diese mit der Entwicklung einer Benutzeroberfläche für MS-DOS umzusteigen. Das Projekt hatte keinen Erfolg und Topo Soft ging 1992 Bankrott.
Inzwischen hatte Opera Soft nach der Veröffentlichung von Gonzalezzz, Mot und Angel Nieto Pole 500 seine restlichen Unternehmen aufgelöst. Im letzten Geschäftsmonat des Unternehmens kamen noch La Colmena und ein Spiel anlässlich Barcelona 1992 auf den Markt. Einige Programmierer wie Gonzalo Suárez Girard wechselten später zu Pyro Studios (Pyro Mobile) und arbeiteten an Spielen wie Commandos: Behind Enemy Lines (Commandos: Hinter feindlichen Linien).
Aventuras AD hatte paradoxerweise die größten Erfolge in der Zeit der Abstieges. Spiele wie The Ci-U-Than Legends Trilogy, die aus La diosa de Cozumel, Los templos sagrados und Chichén Itzá bestand und den Vorgänger der Adventures La aventura espacial, das eine Menüsteuerung bekam. Dennoch brachen die Verkaufszahlen ein und Aventuras AD musste 1992 schließen.
Zigurat und Dinamic waren die einzigen Unternehmen, die diese Ära überlebten. Sie mussten umstrukturieren und ihr bisheriges Geschäftsfeld verlassen. Nachdem der Markt für 8-Bit-Spiele zusammenbrach, begann Zigurat Arcade-Spiele für Spielautomaten zu produzieren. Dinamic Software hatte After the War, Narco Police und Risky Woods auf den Markt gebracht und ging Bankrott; wurde 1993 als Dinamic Multimedia neu gegründet und hatte mit Pc Futbol seinen Verkaufserfolg. 2001 erlag Dinamic Multimedia der Dotcom-Blase. Die Gründer hatten das Unternehmen 1999 verlassen und ihr Geld in FX Interactive gesteckt.